# Contea di Deschutes
La contea di Deschutes (in inglese Deschutes County) è una contea dello Stato dell'Oregon, negli Stati Uniti. La popolazione al censimento del 2000 era di 115 367 abitanti. Il capoluogo di contea è Bend.

## Geografia
La contea si trova nel centro dello Stato. A ovest si erge la Catena delle Cascate, mentre a est c'è un alto altipiano desertico, caratterizzato da butte. A sud del capoluogo si trova il vulcano Newberry, anche area protetta nazionale. Altri vulcani importanti presenti nella contea sono il monte Bachelor, le Three Sisters, Monte Washington, Broken Top. La contea è attraversata dal fiume Deschutes.

### Contee confinanti
- Contea di Jefferson - nord
- Contea di Crook - nord-est
- Contea di Harney - sud-est
- Contea di Lake - sud
- Contea di Klamath - sud
- Contea di Lane - ovest
- Contea di Linn - nord-ovest

## Storia
La contea fu creata nel 1916 dalla porzione occidentale della contea di Crook. Deve il suo nome all'omonimo fiume, chiamato così dai commercianti che lo chiamavano "Riviere des Chutes" (fiume delle cascate).

## Comuni

### Cities
- Bend (capoluogo)
- La Pine
- Redmond
- Sisters

### Census-designated places
- Black Butte Ranch
- Deschutes River Woods
- Eagle Crest
- Pronghorn
- Seventh Mountain
- Sunriver
- Terrebonne
- Three Rivers
- Tetherow
- Tumalo